# Фроловка (Минская область)
Фроловка (бел. Фралоўка) — деревня в Борисовском районе Минской области Беларуси. Входит в состав Моисеевщинского сельсовета.

## География
Деревня находится в северо-восточной части Минской области, к северу от автодороги Н-8081, на расстоянии приблизительно 36 километров (по прямой) к северо-востоку от города Борисов, административного центра района. Абсолютная высота — 198 метров над уровнем моря. Площадь населённого пункта — 0,2441 км².

## История
Известна с XVIII века. В 1897 году входила в состав Борисовского уезда Минской губернии, насчитывалось 40 дворов и 306 жителей.
По состоянию на 1909 год, в Хроловке имелось 25 дворов и проживало 252 человека. В административном отношении деревня входила в состав Холопеничской волости.
С 20 августа 1924 года в составе Трояновского сельсовета. В 1931 году, в ходе проведения коллективизации, был образован колхоз «Путь Октября». До 17 августа 1963 года деревня входила в состав Моисеевщинского сельсовета, до 28 мая 2013 года — в состав Трояновского сельсовета.

## Население
По данным переписи 2019 года, в деревне проживало 22 человека.
| Год  | Население, человек |
| ---- | ------------------ |
| 1800 | 94                 |
| 1897 | ↗ 306              |
| 1909 | ↘ 252              |
| 1917 | ↗ 360              |
| 1960 | ↘ 233              |
| 1988 | ↘ 98               |
| 2008 | ↘ 37               |
| 2009 | ↘ 23               |
| 2019 | ↘ 22               |